# Mbonga (Bétaré-Oya)
Pour les articles homonymes, voir Mbonga.
Mbonga est un village camerounais de la région de l'Est. Il se situe dans le département de Lom-et-Djérem et dépend de la commune de Bétaré-Oya.
Il se trouve sur la route de Mabélé à Mboum. 

## Population
D'après le recensement de 1966, il y avait 94 habitants à Mbonga. Il y en avait 102 en 2005, et le dernier recensement de 2011 indique 120 habitants, dont 43 jeunes de moins de 16 ans et 27 enfants de moins de 5 ans.

## Infrastructures
Mbonga dispose de l'un des six marchés de plein air de la commune de Bétaré-Oya. 
Le plan communal de développement de Bétaré-Oya indiquait en 2011 la construction à Mbonga d'un magasin de stockage de produits agricoles. 